# Stemma del Gambia
Lo stemma del Gambia è il simbolo araldico ufficiale del paese, adottato in 18 novembre 1964. 

## Descrizione
Esso consiste in uno scudo con raffigurate una zappa e un'ascia in oro su sfondo blu, con bordi bianco e verde. A coronamento si trova un elmo con una palma, che sottolinea, quest'ultima, assieme alla zappa e all'ascia, l'importanza delle attività agricole nell'economia del paese, mentre a supporto dello scudo sono raffigurati due leoni, simbolo di nobiltà e fierezza: quello a sinistra tiene un'ascia e quello a destra una zappa. In basso un cartiglio contiene il motto del paese: Progress, Peace, Prosperity (in inglese "progresso, pace, prosperità").